# Häckning

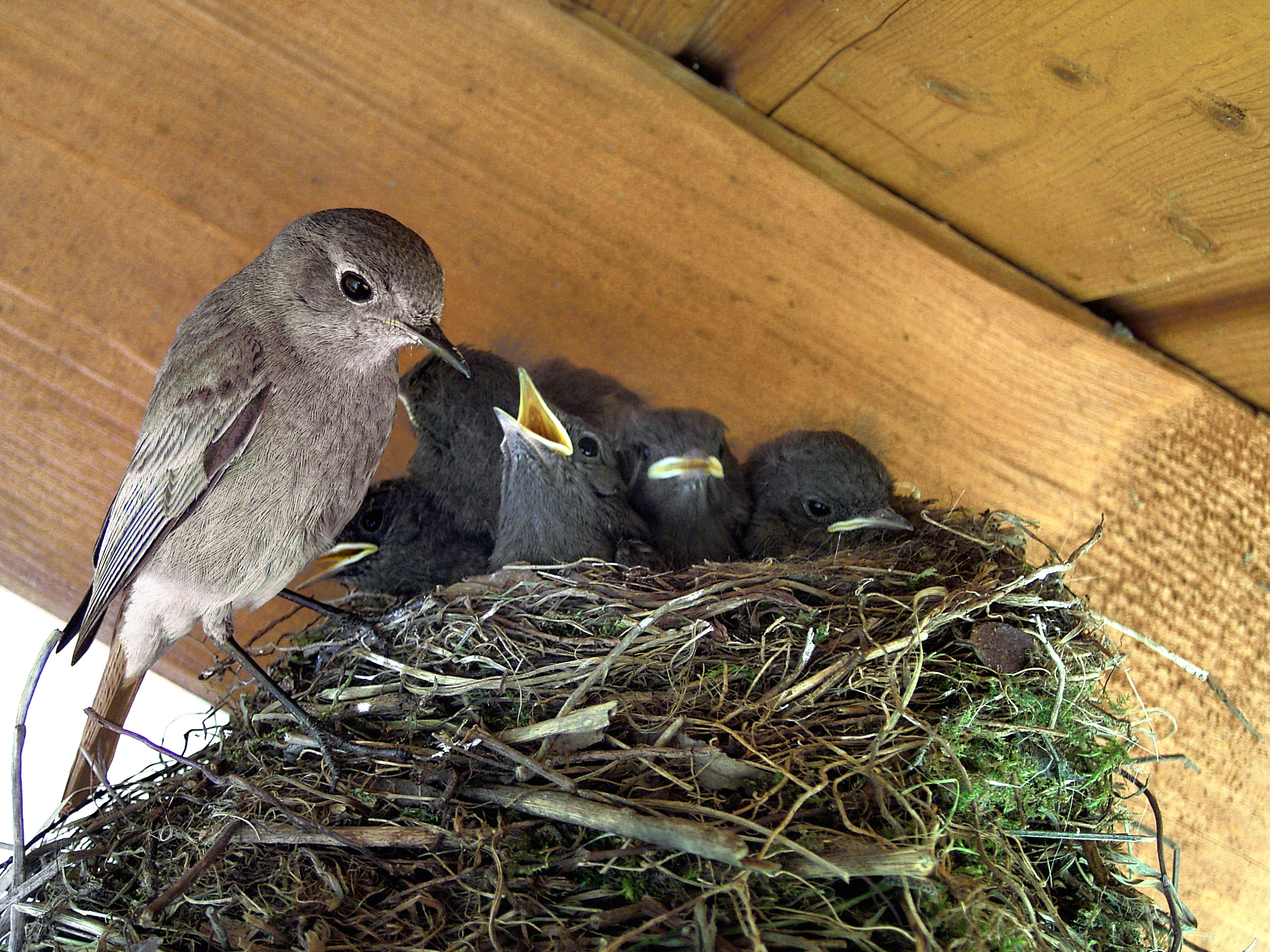
En hona av svart rödstjärt (Phoenicurus ochruros) matar sina ungar.

Häckning kallas fåglarnas reproduktionsperiod, från parningslek och parning till dess att ungarna kan lämna boet.

## Sociala system

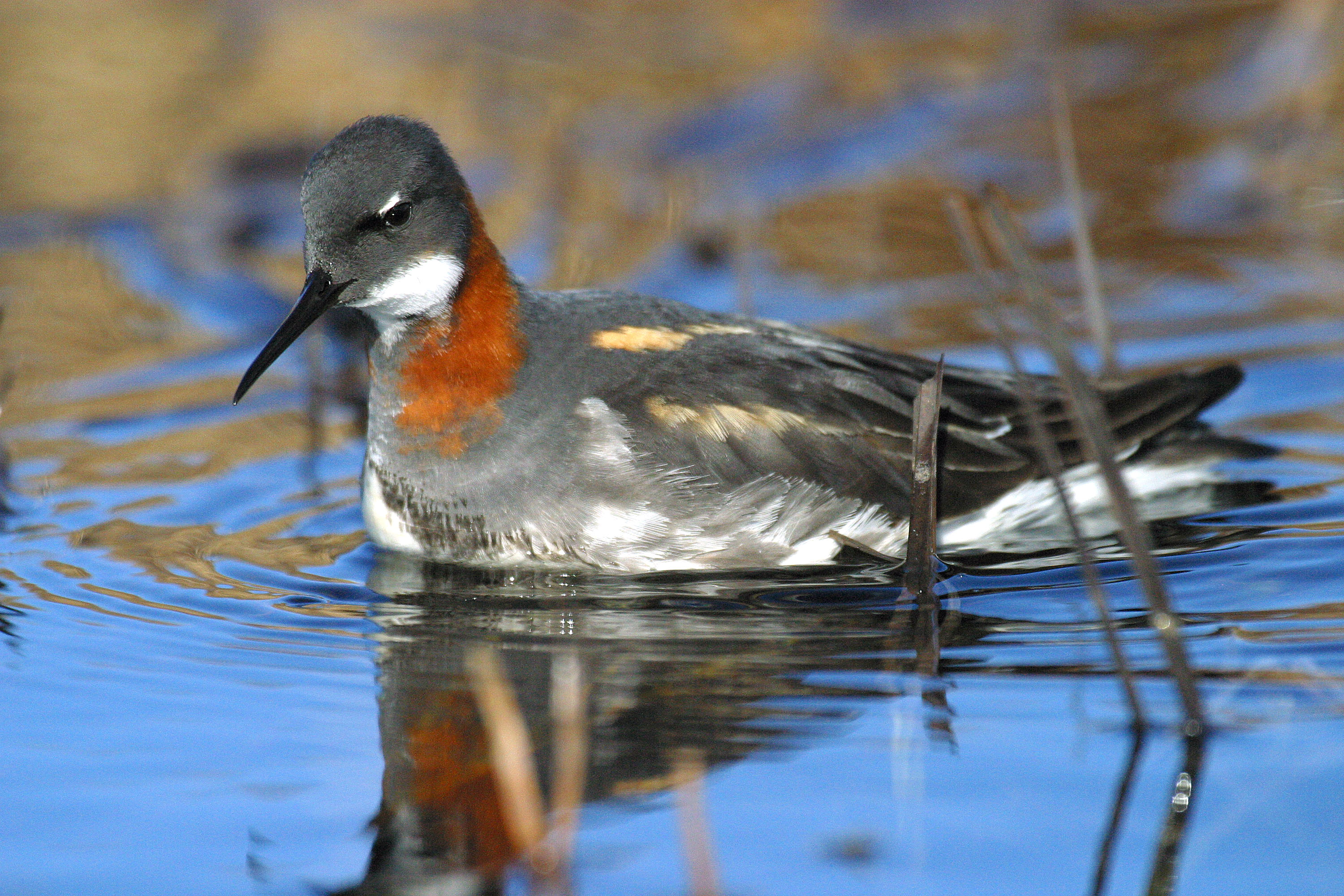
Smalnäbbade simsnäppor har ett ovanligt polyandriskt häckningssystem där hanar tar hand om äggen och ungarna och bjärt färgade honor konkurrerar om hanar.

Nittiofem procent av världens fågelarter är socialt monogama, det vill säga lever socialt som par om än inte sexuellt. Dessa arter bildar par för åtminstone hela häckningssäsongen eller – i vissa fall – i flera år eller tills en av partnerna dör. Många fåglar häckar flera gånger under en säsong och bland dessa får honan ofta kullar med olika hanar. Sexuell monogami är till skillnad från social monogami snarare undantaget i fågelvärlden. Monogami möjliggör omvårdnad från båda föräldrar, vilket är särskilt viktigt för arter där honor behöver hanars hjälp för att framgångsrikt föda upp ungarna. Bland många socialt monogama arter är kopulation utanför paret (otrohet) vanligt. Sådant beteende sker vanligen mellan dominanta hanar och honor i par med underordnade hanar, men kan också vara en följd av tvångskopulation, vilket exempelvis förekommer hos änder. För honor är möjliga fördelar av kopulation utanför paret att få bättre gener till sin avkomma och att försäkra sig mot möjlig infertilitet hos partnern. Hanar av arter som ägnar sig åt kopulationer utanför parbildningen bevakar sina partner närgånget för att försäkra sig om föräldraskapet till den avkomma som de föder upp.
Andra häckningssystem, däribland polygyni, polyandri, polygami och polygynandri, förekommer också. Polygama häckningssystem förekommer när honor kan föda upp ungar utan hjälp från hanar. Vissa arter uppvisar mer än ett system beroende på omständigheterna. Inte sällan uppvisar också honor och hanar inom samma art olika sexuella strategier för att försöka ta kontrollen över reproduktionen.

## Parbildning och lek
Häckningen inbegriper vanligtvis någon sorts parningslek, som oftast utförs av honan. De flesta uppvisningar är ganska enkla och innehåller någon sorts sång. Vissa uppvisningar är dock ganska utarbetade. Beroende på art kan dessa omfatta trumning med vinge eller stjärt, dans, flyguppvisningar eller gemensam lek. Honorna är vanligen de som driver partnervalet, men hos de polyandriska simsnäpporna är detta omvänt: mer enkelt färgade hanar väljer bjärt färgade honor. Partnerna genomför vanligen matning, näbbkontakt och putsning med varandra, i allmänhet efter att fåglarna har bildat par och kopulerat.

## Revir och boplats
De flesta arter skapar ett revir som de bland annat försvarar med läten, uppvisning av praktfulla fjäderdräkter och rent fysiska attacker. Vissa fåglar häckar i kolonier där gruppen hävdar reviret mot yttre angrepp. Inom reviret byggs ett rede som kan vara allt ifrån en grund urgröpning i marken till exempelvis en havsörns bo som kan väga mer än ett ton. Det minsta dokumenterade fågelboet är skapat av en kalliopekolibri och har en boskål på bara 2 centimeter. Vissa arter begagnar samma boplats år efter år medan andra, bygger ny varje år. Ofta byggs flera bon antingen före eller efter parningen. Exempelvis korsnäbbar bygger sina bon redan under vintern och gärdsmygen bygger ett flertal bon, och honan utser sedan det slutgiltiga boet där hon lägger sina ägg. Detta rede är det enda som fodras med dun och fjädrar. Hos ett flertal arter har man observerat att både honan och hanen sätter igång med en form av cerimoniella bobyggen direkt efter parningen. Vissa arter som backsvala, kungsfiskare och vissa alkor och liror gräver gångar i jorden där de lägger sina ägg.

## Parning
Inför parningen ökar volymen på hanarnas könskörtlar kraftigt. Hos vissa arter fyrdubblas vikten på dessa körtlar. Parningen sker oftast på en gren eller på marken. De flesta andfåglar parar sig dock i vattnet och seglare parar sig i luften. Hos fåglar, av båda könen, mynnar tarm, urinvägar och könsgångar i en gemensam yttre öppning, kloak. Vanligast tar sig hanen upp på honans rygg och sänker sin stjärt, samtidigt som hon lyfter sin stjärt för att deras båda kloaker ska mötas och sperma kan överföras. Ett fåtal fåglar, som exempelvis andfåglar och strutsfåglar, har penis. Som enda representanter för tättingarna finns släktet buffelvävare (Bubalornis) i Afrika där hanen har ett penisliknande organ.

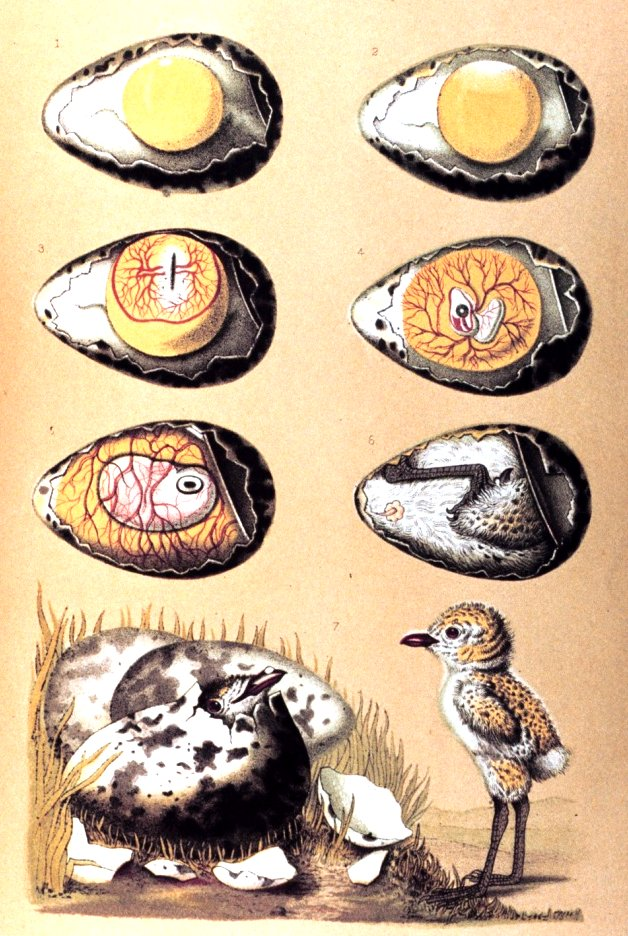
Illustration från 1800-talet över fågelns utvecklingsstadier inne i ägget.

Cirka 90 % av världens alla fåglar lever socialt som par om än inte sexuellt. Simsnäpporna lever med ett polyandriskt parningssystem precis som kasuarer, jacanor och vissa rovfåglar. Polyandri innebär att honan samtidigt eller successivt är parad med två eller flera hanar.

## Ruvning
Läs även artikeln ägg
Hos flertalet arter tar båda föräldrarna hand om ruvningen. Bland vissa arter ruvar honan medan hanen hämtar mat. Hos alla spelande fåglar, exempelvis orre, tjäder, brushane, dubbelbeckasin och stortrapp, tar honan själv hand om ruvningen och hos vissa arter tar hanen själv hand om ruvning och uppfödning av ungarna. Det senare sker exempelvis hos vissa snäppor, spovar och simsnäppor. Vissa arter, exempelvis göken, är så kallade häckningsparasit, vilket innebär att arten lägger sitt ägg i någon annan arts bo och överlåter ruvning och uppfödning helt åt en annan fågel. Inte sällan tar sådana parasiterande ungar död på den andra artens ungar.
De flesta fåglar lägger flera ägg, vanligtvis ett om dagen. Ruvningstiden tar allt från tättingarnas 10 dagar till albatrossens 80 dagar. Den längsta dokumenterade ruvningen stod en malleehöna (Leipoa ocellata) för, som ruvade i 90 dagar.
För att underlätta värmeöverföringen till äggen har den ruvande fågeln ofta fjäderlösa partier på buken – så kallade ruvfläckar. Dessa fläckar uppstår antingen genom att fågel själv drar loss fjädrar eller att fjädrarna lossar av sig själva.
Kläckningsprocessen tar allt från några minuter till de stora albatrossarna som kan ta uppemot fyra timmar att kläckas. Ofta använder sig ungen av sin så kallade äggtand för att ta sig ut ur ägget. Det är mycket sällsynt att föräldrarna hjälper ungen ut ur skalet, dock tar de snabbt hand om alla skaldelar som plockas ut ur boet.
Den amerikanska simrallen är unik bland fåglarna då hanen under vingen har en "pung" som består av en hudflik och fjädrar som den bär ungen i, från det att den kläckts till att den är flygg och kan simma själv. Direkt efter kläckningen är ungarna blinda och försvarslösa, har bara glest dun och både fötter och näbb är underutvecklade. Detta beteende påminner alltså om pungdjurens.

## Borymmare och bostannare
Fåglarna kan grovt delas in i grupperna borymmare, bostannare och intermediära.

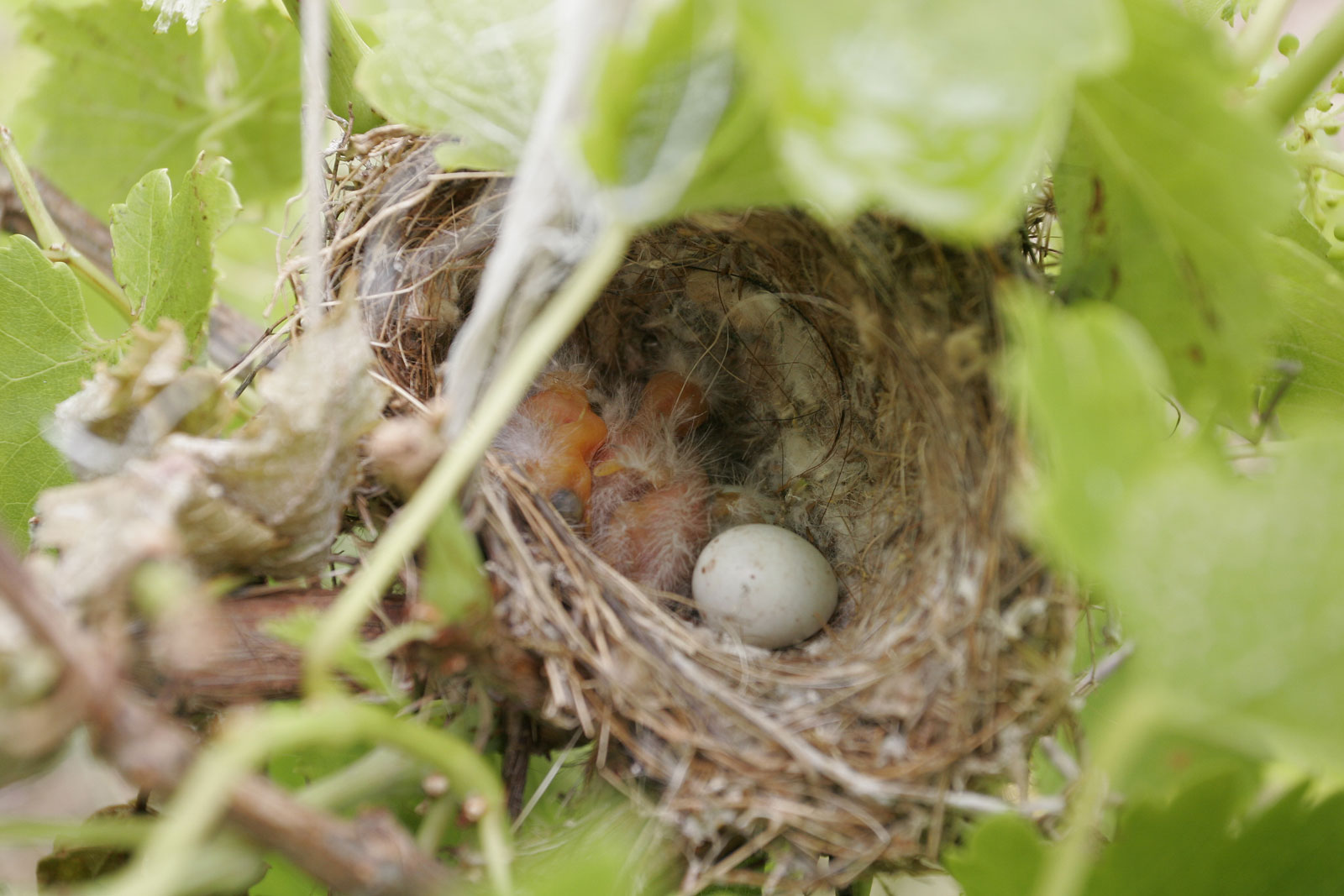
Fågelbo med kläckta ungar och ett okläckt ägg.

- Borymmare kläcks med duniga fjäderdräkter och öppna ögon och kan mer eller mindre direkt springa, simma och ta egen föda. I denna grupp finns många av de arter som häckar direkt på marken som änder, gäss, vadare och hönsfåglar. Denna grupp lägger först äggen, ofta ett om dagen, men utan att påbörja ruvningen, vilket medför att äggets utveckling avstannar. Först när alla äggen är lagda börjar honan ruva äggen och detta resulterar i att äggen utvecklas samtidigt. På detta sätt kommer ungarna också att kläckas samtidigt.

- Bostannare kläcks nakna och blinda och måste tas om hand av sina föräldrar. I denna grupp finns många av hålhäckarna inklusive alla småfåglar, ugglor, rovfåglar och papegojor. Hos denna grupp börjar föräldrarna ruvningen så fort de enskilda ägget värpts och eftersom äggen kommer ut under en längre tidsperiod så kommer också kläckningen att ske vid olika tidpunkter. Detta resulterar i att ungarna blir olika stora och vid exempelvis matbrist så dör ofta de minsta ungarna och kan då bli mat åt de överlevande ungarna.

- Intermediär Det finns en grupp som är ett mellanting mellan borymmare och bostannare, nämligen måsar och trutar. Dessa arter föds med dun och öppna ögon men tas om hand och föds upp av sina föräldrar i eller nära boet.

### Flygg
Flygg är det stadium då fågelungens fjäderdräkt och muskulatur är tillräckligt utvecklade för att den ska kunna flyga och är den ornitologiska termen för flygfärdig. Dock varierar innebörden för olika arter. Vissa arter kategoriseras som flygga när de lämnar boet, även om de inte kan flyga. Exempelvis används även begreppet för arter som är flygoförmögna som struts och pingviner. Vissa arter är flygga mer eller mindre direkt när de kläcks och tas inte om hand av sina föräldrar alls. Till denna lilla grupp hör till exempel familjen storfothöns där föräldrarna inte ens ruvar äggen utan gräver ner äggen i lös sand och överlåter uppvärmningen åt exempelvis solvärme. Många arter fortsätter att mata och ta hand om sina ungar även efter att de blivit flygga.   